# 418e régiment d'infanterie
Le 418e régiment d'infanterie (418e RI) est un régiment d'infanterie de l'Armée de terre française constitué en 1915 avec des éléments provenant des dépôts de la 18e région militaire (Bordeaux).
Les régiments dont le numéro est supérieur à 400 sont des régiments de marche.

## Création et différentes dénominations
Le régiment a été constitué le 15 mars 1915 au camp de Souge en Gironde. Son effectif à la formation est de 50 officiers, 174 sous-officiers et 3010 hommes du rang. Il est dissous le 14 février 1919 à Tours-sur-Marne.

## Chefs de corps
- 1er avril-24 avril 1915 : Lieutenant-colonel Jules Alexandre Barraud, décédé de blessures de guerre[3].
- 25 avril 1915-15 février 1919 : Lieutenant-colonel Joseph Pierre Raymond de Valon[4].

## Historique des garnisons, combats et batailles du418eRI

### Première Guerre mondiale

#### Affectations
- 20e corps d'armée
- 153e division d'infanterie

#### 1915
- 1er avril : Création du 418e régiment d'infanterie au camp de Souge dans le département de la Gironde.
- 22 avril : Envoyé sur le front de l'Yser, le régiment reçoit son baptême du feu lors de la deuxième bataille d'Ypres, lors de la première attaque allemande au gaz.
- 26 avril : Le régiment reprend Lizerne[5], rejette l'ennemi sur le canal en faisant 200 prisonniers, se couvre de gloire lors des combats de Steenstraat mais perd son chef, le lieutenant-colonel Jules Barraud[6].
- En juin, le régiment est engagé sur le front de l'Artois et achève la prise de Neuville-Saint-Vaast.
- 25 septembre-6 octobre : seconde bataille de Champagne
- Le 25 septembre, il est à la ferme Beauséjour, dans le secteur du Mesnil-lès-Hurlus, entre la butte du Mesnil et Maisons-en-Champagne et participe à la seconde bataille de Champagne.
- 26 septembre : Le régiment s'empare du bois des Vingt-Millièmes, malgré la résistance acharnée de l'ennemi, et fait de nombreux prisonniers.
- Le régiment reste jusqu'au 18 décembre sur diverses position du secteur de Maisons-en-Champagne.

#### 1916
- Le 24 février, la 153e, sous le commandement du colonel De Valon, est appelée en renfort à Verdun, alors que tout l'équilibre du front est rompu. Son arrivée permet de rétablir la situation.

Le 418e arrête net la progression de l'ennemi qui veut déboucher du fort de Douaumont et des bois d'Hardaumont. Malgré les attaques à répétition, pas un pouce de terrain n'est cédé à l'ennemi et pendant 11 jours le régiments livre des combats acharnés. Le 418e et toutes les unités qui composent la 153e DI sera cité à l'ordre de l'Armée.  
- En avril, le régiment est envoyé dans le secteur de l'Argonne et se bat sur la cote 304, dans les environs d'Esnes.
- En juillet, le régiment est envoyé en renfort sur le front de la Somme, en liaison avec l'armée Anglaise, au nord de la Somme.
- Durant les mois de juillet et d'août il combat au Nord-Est d'Hardecourt, entre Guillemont et Maurepas, pour conquérir la ferme de Maltz-Horn et le ravin de l'Angle. Le 3e bataillon et la 6e compagnie réussiront à prendre le Point d'appui des batteries, une charnière importante du dispositif défensif ennemi. Ils seront cités à l'ordre du 20e corps d'armée pour cet exploit.
- En novembre, le régiment est aux bois de Saint-Pierre-Waast proche de Rancourt, toujours sur le front de la Somme, ou le mauvais temps transforme le terrain en une mer de boue empêchant toute attaque.

#### 1917
- Le 16 avril, lors de la bataille du Chemin des Dames le régiment est en 1re ligne. Partant des environs de Cerny, il progresse de près d'un kilomètre ou il capture un matériel important (mitrailleuses, minenwerfers...) et fait de nombreux prisonniers.
- Le 19 avril, malgré d'énorme pertes, il repart à l'attaque.
- Le régiment reste trois mois dans le secteur de Lorraine et au bois le Prêtre.
- Il est ensuite envoyé, en hiver, dans le secteur de Verdun, à l'Ouest d'Ornes au bois de La Chaume puis au Nord-Ouest de Bezonvaux au bois des Caurrières. Il reste dans ce secteur durant soixante quatre jours, dans la boue, sous la neige et sous un bombardement continuel d'obus explosifs mais également d'ypérite.
- Il est ensuite mis à l'arrière.

#### 1918
- Durant les 6 premiers mois de l'année il se reconstitue et est mis en réserve.
- Le 13 juin, le régiment est engagé au Nord de Villers-Cotterêts, ou l'ennemi veut forcer les passages de la forêt de Retz.
- Le 15 juin, le régiment contre-attaque et s'empare de Valsery en liaison avec les Zouaves partit de Cœuvres.
- Le 28 juin, nouvelle attaque ou toute la division reprend pied sur le plateau au sud de l'Aisne afin de lancer la contre-offensive du 18 juillet.
- Le 2 juillet, défendu par 4 régiments et sur un terrain couvert de cadavres, le régiment s'empare de Saint-Pierre-Aigle, fait plus de 300 prisonniers dont 10 officiers et capture plusieurs dizaines de mitrailleuses. Le régiment obtient pour ce fait d'armes sa seconde citation à l'ordre de l'Armée.
- 18 juillet : Seconde bataille de la Marne. Partant de Fosse-en-Haut[7], le régiment culbute l'ennemi puis progresse de 7 kilomètres à l'ennemi, faisant 905 prisonniers et capturant 16 canons. Il continue ensuite sa progression sur la Montagne-de-Paris[8]. Le régiment est cité une troisième fois à l'ordre de l'armée.
- Pendant près d'un mois le régiment marque le pas et garde ses positions.
- 20 août, le régiment franchit l'Aisne en plein jour à Pommiers et Soissons, et bouscule l'ennemi sur 4 kilomètres de terrains fortifiés défendu par la cavalerie et la Garde. Le régiment est une quatrième fois cité à l'ordre de l'armée, et porte désormais la fourragère aux couleurs de la Médaille militaire.
- 30 septembre, le régiment est sur la Vesle entre Breuil et Courlandon s'empare du Mont-Ferré[9] Il poursuit l'ennemi et libère Bourgogne, Cormicy, Sapigneul[10] et atteint les rives de Aisne et du canal de l'Aisne à la Marne.
- Le 5 octobre, le régiment franchi le canal de l'Aisne à la Marne, déloge l'ennemi de la côte 108 et du mont Sapigneul.
- Le 8 octobre ; le passage de l'Aisne est réussi, le régiment établit une tête de pont et prend contact avec les Zouaves passés à Berry-au-Bac.
- Le 25 octobre, le régiment s'empare de Villers-le-Sec.

## Drapeau
Il porte, cousues en lettres d'or dans ses plis, les inscriptions suivantes :
- L'Artois 1915
- Champagne 1915
- Verdun 1916
- L'Aisne 1918
- La Marne 1918

## Faits d'armes faisant particulièrement honneur au régiment
- 5 citations à l'ordre de l'armée[12].
- 1 citation de corps de l'armée.
- Décoration : fourragères françaises jaunes.
- Décoration : ordre de bataille du G.A.R avant la Bataille du Chemin des Dames au 15 avril 1917